# H. Upmann

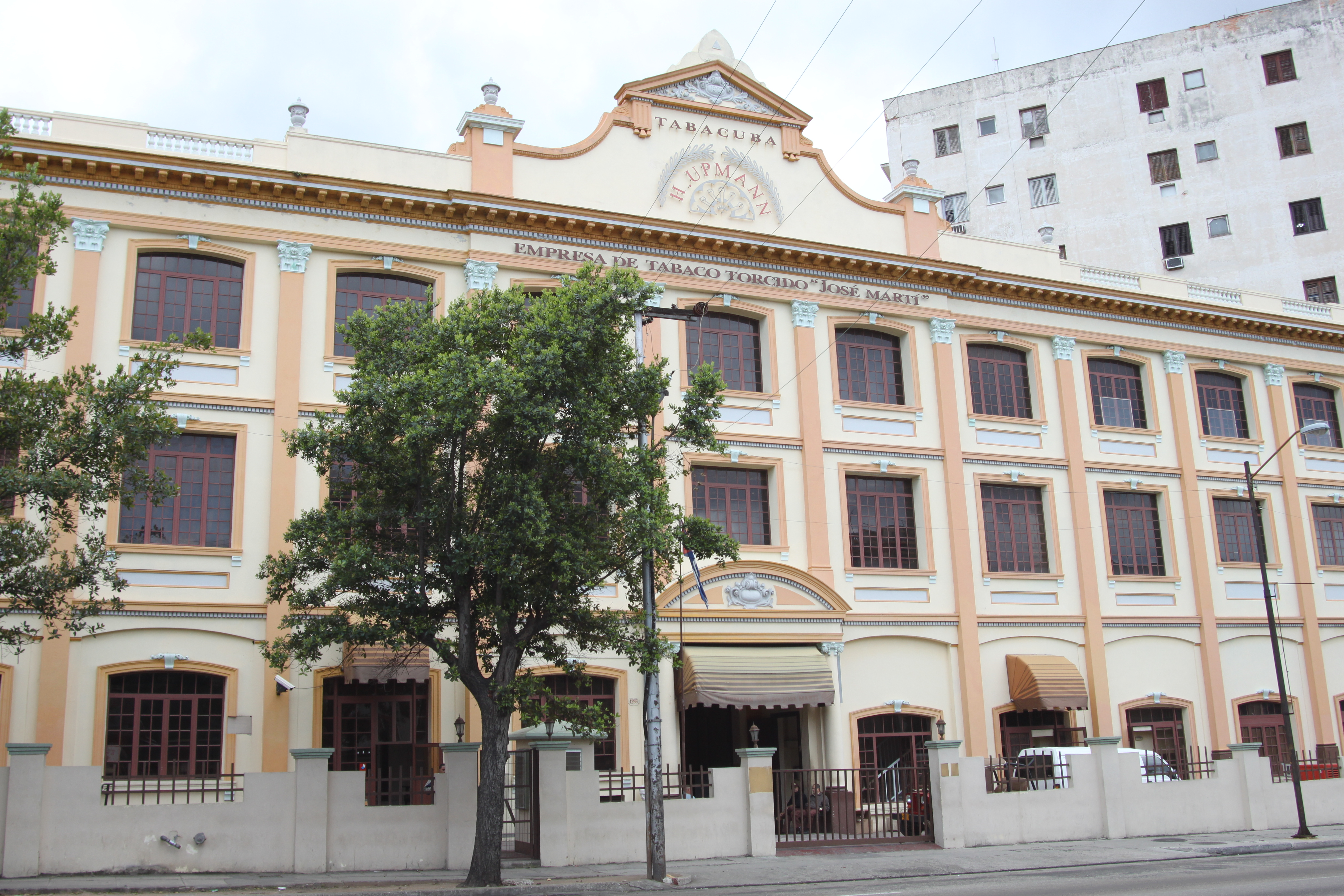
Upmann Zigarrenfabrik

H. Upmann ist der Name zweier Zigarrenmarken. Eine wird durch Cubatabaco auf Kuba produziert, die andere in La Romana in der Dominikanische Republik durch Altadis, einen spanisch-französischen Tabakkonzern.

## Geschichte
Die Entstehungsgeschichte des Unternehmens geht bis auf das Jahr 1844 zurück, ist aber nicht eindeutig zurückzuverfolgen. Über ihre Anfänge gibt es mindestens zwei unterschiedliche Versionen. Die erste Version besagt, dass die beiden deutschen Brüder August und Hermann Upmann die Firma in diesem Jahr gründeten. Es herrscht allerdings Uneinigkeit darüber, ob das „H“ als Abkürzung für Hermann oder für Hermanos (spanisch für Brüder) steht. Eine weitere Version lautet, dass der Nachname der Brüder Hupmann lautete, das H jedoch aus ästhetischen Gründen entfernt wurde, da „H. Upmann“ besser als „H. Hupmann“ aussieht. Beides ist möglich, da beide Nachnamen existieren.
Sie waren Söhne des aus Halle in Westfalen stammenden Uhrmachers und Kaufmanns Hermann Friedrich Upmann (1767–1840) und seiner Frau Johanne Friederike, geb. Birkemeyer (1775–1840). Laut dem South American Journal kam Hermann Dietrich Upmann 1839 nach Cuba, um in der Import-Export-Firma Gravenhorst & Co zu arbeiten. Hermann heiratete Wilhelmine Gravenhorst 1848. Wahrscheinlich waren die Zigarren zunächst Werbegeschenke für die Kunden der Firma. Kisten mit dem H.-Upmann-Emblem enthielten damals auch Zigarren anderer Fabriken, bis eine Zigarettenfabrik aufgekauft und 1844 eine eigene Fabrik gegründet wurde: die Real Fabrica de Tabaco H.Upmann in der Straße San Miguel 85. Im Laufe der Jahre entwickelte sich die Marke zu einer der beliebtesten Zigarren aus Kuba. Ende des 19. Jahrhunderts erhielt die Firma auf Weltausstellungen mehrere Goldmedaillen für ihre Produkte und schon 1855 die Bezeichnung „Proveedor de Su Majestad Don Alfonso XII, Rey de España“. Als Hermann Upmann 1890 in den Ruhestand trat, übernahm sein Neffe Heinrich Upmann das Unternehmen; das Bankgeschäft H. Upmann & Co. bekamen die Gebrüder Hermann und Albert Upmann, Heinrich Runken und Theodore Garbade.
Mit dem Ersten Weltkrieg geriet die Firma in Schwierigkeiten und 1922 (oder 1932) ging das Unternehmen schließlich bankrott. Das britische Unternehmen J. Frankau & Co. erwarb daraufhin H. Upmann und produzierte noch bis 1935 weiter, um das Unternehmen anschließend an Menéndez, García, y Cía zu verkaufen. In deren Besitz blieb H. Upmann bis kurz nach der Kubanischen Revolution. Menéndez und García erweiterten die Produktpalette und kreierten die H. Upmann Montecristo Selection. Aus dieser entwickelte sich später die bekannte Montecristo.
Nach der Revolution und der anschließenden Enteignung ihres kubanischen Besitzes verlegten Menéndez und García die Produktion zuerst auf die Kanarischen Inseln und später dann in die Dominikanische Republik. Anschließend wurde das Unternehmen von Altadis aufgekauft und ist dort bis heute tätig. Die dominikanische Zigarre trägt das Etikett „H. Upmann 1844“.
Weiterhin existiert die auf Kuba hergestellte Marke. Dort werden sowohl handgerollte Zigarren als auch Zigarren mit maschinell gerollter Puppe und händisch aufgebrachtem Deckblatt produziert, rein maschinell hergestellte Zigarren hingegen nicht mehr. Die Produktion war seit 1844 in der H. Upmann Fabrik (nach der Revolution in José Marti umbenannt) in Havanna in der Calle Amistad untergebracht. Seit deren Umzug im November 2003 werden die meisten Zigarren in der neuen Fabrik, Ecke 23. und 14. Straße im Viertel El Vedado produziert. Die kubanische Zigarre trägt das Etikett „H. Upmann Habana“.
Neben den Zigarren stellt H. Upmann auch Zigarillos und Zigaretten her.

## Standardproduktion
- Connoisseur No. 1 – Hermosos No. 4 – 127 × 19 mm

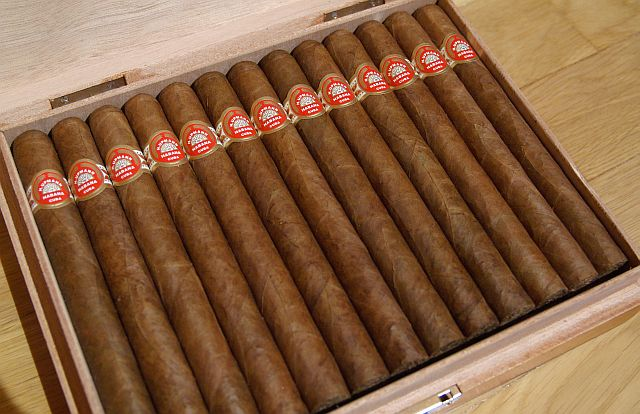
H. Upmann Sir Winston

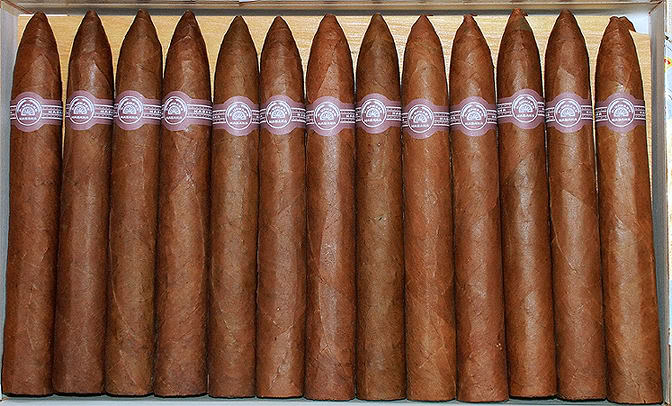
H. Upmann No. 2

- Coronas Junior – Cadetes – 110 × 14,3 mm
- Coronas Minor – Coronitas – 115 × 15,9 mm
- Coronas Major – Eminentes – 132 × 16,7 mm
- Epicures – Epicures – 110 × 13,9 mm
- Magnum 46 – Coronas Gordas – 143 × 18,3 mm
- Magnum 50 – Double Robustos – 160 × 19,8 mm – seit 2008 im Standardsortiment
- Majestic – Cremas – 140 × 15,9 mm
- Mini
- Monarcas – Julieta No. 2 – 178 × 18,7 mm
- Petit Coronas – Marevas – 129 × 16,7 mm
- Puritos
- Regalias – Petit Coronas – 129 × 16,7 mm
- Sir Winston – Julieta No. 2 – 178 × 18,6 mm
- Upmann No. 2 – Piramides – 156 × 20,6 mm
- Half Corona – Half Corona – 90 x 17,5 mm

## Limitierte Produktionen

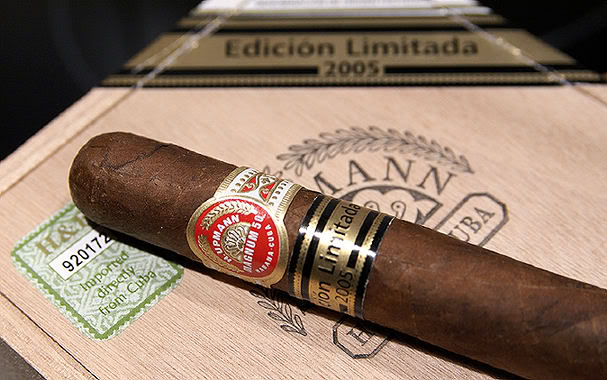
H. Upmann Magnum 50 Edicion Limitada 2005

- 160 Aniversario Humidor (2004)[6], limitiert auf 160 Humidore mit je 100 Zigarren der folgenden Formate:
  - 30 × Connoisseur No. 1 – Hermosos No. 4 – 127 × 19 mm
  - 40 × Prominentes – Prominentes – 194 × 19,5 mm
  - 40 × Upmann No. 2 – Piramides – 156 × 20,66 mm
- Magnum 50 Edicion Limitada 2005 – Double Robustos – 160 × 19,8 mm[7]
- Ancient Replika Humidor (2006), nach historischem Vorbild hergestellter Humidor, limitiert auf 200 Humidore. Die Humidore wurden von dem kubanischen Kunsthandwerker Ernesto Aguilera Reina hergestellt. Das Vorbild befindet sich im Besitz des Sammlers Valerio Cornale. Er enthält fünfzig Zigarren des Formates Tacos Imperiales – 168 × 19,5 mm.
- Habanos Colección Buch (2007) – buchartiger Humidor, limitiert auf 500 Exemplare. Enthalten sind 20 Zigarren des Formats Magnum Especial – 170 × 21,83 mm.[8]
- Reisehumidor – Reisehumidor mit sechs Robustos, eigentlich nur in Duty Free Läden erhältlich – 124 × 19,8 mm[9].
- Magnum 48 Edicion Limitada 2009 – Magnum 48 – 110 × 19 mm.[10]
- Propios Edicion Limitada 2018 - 120 x 18,26 mm

## Trivia
- John F. Kennedy galt als Raucher dieser Zigarrenmarke[11]. Am Abend bevor Kennedy die Wirtschaftssanktionen der USA gegenüber Kuba in Kraft setzte, ordnete er seinen Assistenten Pierre Salinger an, so viele H.-Upmann-Zigarren wie möglich zu kaufen. Am Morgen des 7. Februar 1962 erfuhr Kennedy, dass Salinger 1.200 Zigarren der Marke in seinem Auftrag erstanden hatte.[12]

- Die Kubanische Zigarrenindustrie behauptete stets, dass Compay Segundo in den 1950er Jahren als Torcedor in der Upmann-Fabrik gearbeitet hätte. Daran konnten sich weder der Musiker noch der damalige Besitzer Benjamin Menendez erinnern.[13]